# Codlemona
Codlemona, codlemon o (8E, 10E) -8,10-dodecadien-1-ol es el componente principal de la feromona sexual de la polilla de la manzana (gusano de la manzana). Es producida por las hembras de la polilla de la manzana y atrae a los machos. Codlemona es un alcohol de cadena primaria, recta con dos trans-dobles enlaces en la cadena de doce átomos de carbono. La feromona sintética fue identificada y sintetizada por Wendell Roelofs en 1971 y desde entonces se ha usado en programas de disrupción sexual para el control de plagas.